# Chris Cardona
Christian Cardona, dit Chris Cardona, né en 1972, est un homme politique et avocat maltais. Il est ministre de l'Économie, des Investissements et des Petites entreprises depuis le 13 mars 2013.

## Biographie

### Jeunesse et formation
Christian Cardona est né en 1972.
Il est diplômé en tant que notaire public et a obtenu un doctorat en droit à l'Université de Malte. 
Il a poursuivi ses études en droit maritime international à l'Organisation maritime internationale (Nations unies) ; c'est là qu'il a obtenu une première maîtrise en droit maritime. Sa thèse est intitulée La Commission des Nations Unies pour le droit commercial international - Une perspective maltaise.

### Vie politique
Depuis juin 2013, il est député au Parti travailliste maltais et vice-président des affaires du parti. Cette année là il est aussi nommé ministre maltais de l'économie, des investissements et des petites entreprises. 
En 2016, il est réélu.
Il est parlementaire maltais depuis 1996, réélu aux élections générales de 1998, 2003, 2008 et 2013. En 2008, il se présente au poste de leader adjoint pour les affaires parlementaires du parti travailliste. En 2013, il est élu par les délégués du Parti travailliste comme chef adjoint des affaires du parti.
Lors de la législature de 2008 - 2013, il est le principal porte-parole du parti travailliste pour l'industrie, les travailleurs indépendants et les investisseurs étrangers. Au cours des législatures précédentes, il avait été porte-parole du Parti travailliste pour la concurrence et les nouvelles technologies de l'information et de la communication
Christian Cardona est aussi membre de la Commission parlementaire de Malte qui a négocié la candidature de Malte à l'Union européenne.
Avant d'être nommé ministre de l'Économie, de l'Investissement et de la Petite Entreprise, il est l'un des principaux associés du cabinet d'avocats CV Advocates.
Le 11 juin 2016, Christian Cardona remporte l'élection à la direction adjointe, succédant à Konrad Mizzi en tant que chef adjoint des affaires du Parti travailliste. Il quitte ses fonctions en 2020.